# L'Ange qu'on m'a donné
Pour plus de détails, voir Fiche technique et Distribution.
L'Ange qu'on m'a donné est un film français réalisé par Jean Choux sorti en 1946. 
Le film est une production typique de l'après-guerre qui reprend une histoire totalement romancée mais liée aux nombreux drames réellement vécus par de nombreuses familles durant la Seconde Guerre mondiale.

## Synopsis
Au début de la Seconde Guerre mondiale, au moment de l'exode de 1940, une jeune femme prénommée Claire recueille un bébé, apparemment abandonné par sa mère, durant l'invasion de la France et la période troublée de l'exode de 1940. 
Cinq ans plus tard, à la fin de la guerre, François, le père de l'enfant revient de captivité et désire retrouver celui-ci. François fait passer un message à la radio, offrant une récompense à celui ou celle qui retrouvera et ramènera son fils Pierre. 
Claire comprend très vite qu'elle doit rendre cet enfant qu'elle a surnommé « Poum » et qu'elle considère comme le sien. Elle prend alors la décision de le faire transporter jusqu'à sa famille sans se faire connaître, ni rien demander en retour. Profitant d'un concours de circonstances et pour ne pas s'éloigner de l'enfant, elle se fait engager comme gouvernante par la comtesse de Cébrat, la grand-mère de l'enfant, et François, son gendre qui habitent dans un grand château. Rejetant les avances de Jules, le majordome de la famille et dénoncée comme « espionne » auprès de son patron, Claire est obligée d'avouer son rôle passé vis-à-vis de l'enfant et, malgré la désapprobation de la grand-mère, le père décide de la garder dans son château pour s'occuper du petit Pierre.
Quelques jours, plus tard, grâce à un médecin qui la contacte, Claire finit par rencontrer la mère de l'enfant qui était internée dans une clinique psychiatrique pour amnésie, et grâce à l'intervention de la jeune fille qui lui présente une photo de son fils Pierre, la mère retrouve sa mémoire. 
Dès lors, Claire se sent forcée de quitter les lieux pour laisser la place à la vraie mère de Pierre et malgré son désespoir, se décide à abandonner l'enfant. Juste avant son départ, Claire reçoit la gratitude de la comtesse qui reconnait s'être lourdement trompée vis-à-vis de la jeune fille qui lui a ramené sa fille et son petit-fils.

## Fiche technique
- Réalisation : Jean Choux
- Scénario : Jean Charmat, Jean Choux et Françoise Giroud
- Photographie : Marcel Grignon
- Son : Antoine Petitjean
- Musique : René Sylviano
- Décors : Hugues Laurent[1]
- Montage : Yvonne Martin
- Production : Aimé Frapin[2]
- Pays :  France
- Année de tournage : 1945
- Genre : Comédie dramatique
- Format : Noir et blanc - 35 mm - 1,37:1 - Mono
- Dates de sortie en salles :
  - France : 27 mars 1946
  - Suède : 19 septembre 1947

## Distribution
- Jean Chevrier : François
- Gabrielle Dorziat : la comtesse
- Catherine Fonteney : la directrice de la Croix-Rouge
- Simone Renant : Claire
- Mady Berry
- Jean Wall
- Michel Marsay : Jean Vernay

## Autour du film
- Ce film est la dernière réalisation de Jean Choux. En effet, cette œuvre modeste mais touchante est sortie dans les salles à la fin du mois de mars 1946, soit plus de trois semaines après la mort du réalisateur.

- Françoise Giroud, plus connue pour ses activités de journaliste, écrivaine et de femme politique, notamment pour sa fonction de secrétaire d'État à la culture sous le gouvernement Raymond Barre en 1976 est co-scénariste du film.